# Natalie Evans
Natalie Jessica Evans (Holywood, Reino Unido, 29 de noviembre de 1975), baronesa Evans de Bowes Park, es una política británica.

## Vida
Asistió a la Universidad de Cambridge,  donde se licenció como M.A., se casó con James Wild.
Jefe de política en la Cámara de comercio de Gran Bretaña, fue creado par de vida como Baroness Evans of Bowes Park, of Bowes Park in the London Borough of Haringey, el 12 de septiembre de 2014, antes de ser admitida en la Cámara de los Lores el 28 de octubre de ese mismo año.
Nombrado por el primer ministro como lord-guardián del Sello Privado desde mayo de 2016, es el encargado de dirigir el papel en la cámara alta del parlamento del Reino Unido.

### Insignias honoríficas

Corona de baronesa
Consejo privado de SM